# 家庭教師大姊姊
《家庭教師大姊姊》是日本Atelier KAGUYA在2005年4月28日發售的戀愛冒險類型成人遊戲。在遊戲發售半年以上後由於CG的馬賽克問題下架回收後發售修正版。另外由AICHERRY在2006年7月21日發售DVDPG版。除了遊戲外也還陸續發售OVA、小說等相關作品。

## 故事
由於佐倉透也的父親擔心他成績不好而在暑假期間請來4位女家庭教師住在家中教導，但是在隔天父親卻離家要到海外出差工作1個月，透也因此開始展開和4位女家庭教師的同居生活。

## 角色
佐倉透也
本作男主角。
小野寺理央（聲：楠鈴音）
身高：162cm，體重：53kg，三圍：B85/W53/H86
透也的國語家庭教師。
汐乃渚（聲：川島梨乃）
身高：168cm，體重：59kg，三圍：B90/W55/H88
透也的數學家庭教師。
雨宮天音
身高：160cm，體重：50kg，三圍：B79/W52/H84
透也的生物家庭教師，海凌院大學的學生。
秋月沙良（聲：天天）
身高：172cm，體重：63kg，三圍：B98/W58/H92
透也的英語家庭教師。

## OVA
OVA是由PinkPineapple發售的兩部成人動畫系列，第1部是家庭教師のおねえさん THE ANIMATION ～Hの偏差値あげちゃいます～，第2部是家庭教師のおねえさん2 THE ANIMATION ～Hの偏差値あげちゃいます～。

### 各話列表
家庭教師のおねえさん THE ANIMATION ～Hの偏差値あげちゃいます～
| 話數     | 標題                                               | 發售日        |
| -------- | -------------------------------------------------- | ------------- |
| LESSON.1 | 初レッスンはいきなりドキドキクライマックス!?       | 2007年4月27日 |
| LESSON.2 | セカンドレッスンはドキドキギンギン! コスプレ授業!? | 2007年7月27日 |

家庭教師のおねえさん2 THE ANIMATION ～Hの偏差値あげちゃいます～
| 話數       | 標題                            | 發售日         |
| ---------- | ------------------------------- | -------------- |
| Instruct.1 | もっとエッチなこと教えてあげる♪ | 2010年10月22日 |
| Instruct.2 | どんなことでも教えてあげる☆     | 2011年1月28日  |

### 工作人員
家庭教師のおねえさん THE ANIMATION ～Hの偏差値あげちゃいます～
- 原作：Atelier KAGUYA[7]
- 角色設計：石原恵
- 作畫監督：北村友幸
- 美術監督：佐藤ヒロム
- 編集：アクタス編集
- 製作人：織賀進
- 動畫製作人：晴倉仁
- 監督：ひぐちよしたか
- 制作：フレーバーズ・ソフト
- 製作：PinkPineapple

家庭教師のおねえさん2 THE ANIMATION ～Hの偏差値あげちゃいます～
- 原作：Atelier KAGUYA[8]
- 監督/角色設計/分鏡/作畫監督：荒木英樹
- 劇本：佐和山進一郎
- 音樂監督：神戸港－RX
- 製作人：織賀進
- 動畫製作：幻工房
- 製作：PinkPineapple

## 相關商品

### 小說
家庭教師大姊姊（家庭教師のおねえさん）小說是由HARVEST出版在2005年9月1日發售共1冊（ISBN 978-4434063206），作者是岡田留奈。正體中文版由龍成出版在2006年5月1日發售（ISBN 9789574629398）。

### 書籍
家庭教師大姊姊 Visual Works（家庭教師のおねえさん ビジュアルワークス）是由Softgarage在2005年9月15日發售（ISBN 978-4861330582），內容收錄包含攻略、畫集、設定集等...。

## 外部連結
- 官方網站 （页面存档备份，存于）（日語）